# BEATLESS
BEATLESS (비트레스)는 하세 사토시가 원작한 일본의 SF 소설이다. 일러스트 담당은 redjuice. 월간 뉴타입 2011년 7월호부터 2012년 8월호까지 발간. 2018년 1월부터 3월까지 본편, 파이널 스테이지는 9월에 TV 애니메이션화로 방영되고 있다.

## 줄거리
22세기 초, 사회의 대부분을 안드로이드 'Humanoid Interface Elements', 일명 <hIE>에게 맡긴 세계.
21세기 중반 초고도 AI라 불리는 범용 인공지능이 완성되면서 인류의 지능을 능가하고, 인류는 훨씬 고도의 지성을 갖춘 도구와 함께 살고 있었다.
100년여만에 급격하게 저출산 고령화가 진행되면서 노동력은 대폭 감소하였지만 그 구멍을 hIE가 메우게 되고, 사회는 고도로 자동화되어 생활은 21세기보다 풍족해지고 있었다.
그러던 중, hIE의 행동을 관리하는 클라우드 플랫폼 기업 회사 '밈 프레임'의 연구소에서 5기의 레이시아급 hIE가 도피를 하게 되는데...
'물건'이 '인간'을 넘는 지성을 얻었을 때, '인간'이 '물건'을 사용하는 것인가, 아니면 '물건'이 '인간'을 사용하는 것인가.
'인간'과 '물건'의 보이밋걸이 지금 시작된다.